# 夢の途中/TOKIMEKI☆DooBeeDoo
「夢の途中/TOKIMEKI☆DooBeeDoo」（ゆめのとちゅう/トキメキ・ドゥービードゥー）は、日本の音楽デュオ・WaTが、WaT/e2名義で発売したメジャー6作目（通算7作目）のシングル。

## 概要
- 前作「ボクラノLove Story」から約1年1ヶ月ぶり、初の両A面シングルにして、活動再開後初の作品。
- 今作はWaT名義の楽曲と、後述のタイアップ先で扮する架空のユニットとのスプリットシングル形式で発売された[1]。
- 表題2曲目はスカイパーフェクト・コミュニケーションズ『e2 by スカパー!』のCMソングに起用された[1]。
- 初回限定盤と通常盤の2形態で発売され、初回限定盤には特典として表題2曲目の振付やメンバーからのメッセージが収録されたDVDが同梱された[1]。

## 収録曲
1. 夢の途中
作詞・作曲：WaT
編曲：小松清人
ストリングスアレンジ：前嶋康明
2. TOKIMEKI☆DooBeeDoo
作詞・作曲：大竹浪漫
編曲：前嶋康明
3. 夢の途中 (Instrumental)
作曲：WaT
編曲：小松清人
ストリングスアレンジ：前嶋康明
表題1曲目のインストゥルメンタルバージョン。
4. TOKIMEKI☆DooBeeDoo (Instrumental)
作曲：大竹浪漫
編曲：前嶋康明
表題2曲目のインストゥルメンタルバージョン。

## 参加ミュージシャン
WaT/e2
- ウエンツ瑛士：Vocal & Chorus (#1,2)
- 小池徹平：Vocal & Chorus (#1,2)、Acoustic Guitar (#1)

Support Musician
- 小松清人：Programming (#1,3)
- 前嶋康明：Programming & Keyboards (#2,4)
- 福田真一朗：Electric Guitar & Acoustic Guitar (#1,3)
- 朝井泰生：Electric Guitar (#2,4)
- 桜井正宏：Drums (全曲)
- 華原大輔：Bass (全曲)
- 弦一徹ストリングス：Strings (全曲)
- 園田凌士：Chorus (#1)

## タイアップ
- スカイパーフェクト・コミュニケーションズ『e2 by スカパー!』CMソング (#2)

## 収録アルバム
- 卒業BEST (#1,2)